# 505 게임스
505 게임스(505 Games S.p.A.)는 이탈리아 밀라노에 위치한 비디오 게임 배급사이다. 2006년에 디지털 브라더스의 자회사로 창립된 이후 현재까지 운영되고 있다.
운영 초기에는 《쿠킹 마마》같은 게임들을 유통했으며, 2010년대부터는 《브라더스: 어 테일 오브 투 선즈》, 《테라리아》, 《ABZÛ》, 《블러드스테인드: 리추얼 오브 더 나이트》 등 소규모 게임 위주로 배급을 맡았다.